# Королівський університет Бутану
Королівський університет Бутану (дзонґ-ке འབྲུག་རྒྱལ་འཛིན་གཙུག་ལག་སློབ་སྡེ་, Вайлі brug rgyal-'dzin gtsug-lag-slob-sde), заснований 2 червня 2003 року, є головним навчальним закладом Королівства Бутан. Він був створений для консолідації управління вищою освітою країни. Університет був заснований на базі 11-ти коледжів та інститутів, розташованих в різних містах Бутану. Основним принципом, який вплинув на уряд в сфері розвитку вищої освіти в Бутані, був принцип рівноправності.
Королівський університет Бутану підтримує тісні зв'язки з іншими університетами світу: університетом Нью-Брансвік (Канада), Міжнародною школою по підготовці фахівців в США, університетом Зальцбурга (Австрія), університетом Делі та іншими навчальними закладами в галузі обміну студентами та стажування викладачів.
Почесним ректором університету є король Бутану Джігме Кхесар Намг'ял Вангчук, а його заступником Дашо Пема Тінлей.
Інститут дослідження мови та культури планується перенести в Такці (дзонгхаг Тронгса) і збільшити кількість студентів до п'ятисот. Основним завданням інституту є збереження та розвиток національної мови Бутану дзонг-ке.
Бутанський дослідний центр в Тхімпху спочатку також планувалося включити до складу університету, але він зберіг свій незалежний статус.

## Структура університету
До складу університету входять:
1. Коледж науки і технології[1] (Рінчендінг, Пхунчолінг)
2. Бізнес-коледж Гаедду[2] (Геду, Чукха)
3. Інститут народної медицини[3] (Тхімпху)
4. Інститут дослідження мови та культури[4] (Семтокха, Тхімпху)
5. Коледж Шерубце[5] (Канглунг, Трашіганг)
6. Педагогічний коледж Паро[6] (Паро)
7. Педагогічний коледж Самце[7] (Самце)
8. Королівський медичний інститут[8] (Тхімпху)
9. Коледж природних ресурсів[9] (Лобеса, Тхімпху)
10. Політехнічний інститут імені Джігме Кхесар Намг'ял Вангчука[10] (Деватханг, Самдруп-Джонгхар)
11. Королівський інститут управління[11] (Сімтокха, Тхімпху)